# Ophiomyia galii
Ophiomyia galii este o specie de muște din genul Ophiomyia, familia Agromyzidae, descrisă de Erich Martin Hering în anul 1937.
Este endemică în Germania. Conform Catalogue of Life specia Ophiomyia galii nu are subspecii cunoscute.